# Stekelaal
De stekelaal (Mastacembelus armatus) is een  straalvinnige vissensoort uit de familie van stekelalen (Mastacembelidae).
De wetenschappelijke naam van de soort is voor het eerst geldig gepubliceerd in 1800 door Bernard Germain de Lacépède.
De soort staat op de Rode Lijst van de IUCN als niet bedreigd, beoordelingsjaar 2009.